# Каплиця РКЦ (Біла)
Римсько-католицька каплиця в Білій — колишня культова споруда Римсько-католицької церкви в селі Білій Чортківської громади Чортківського району Тернопільської области України.

## Відомості
У 1484 році Давидом Бучацьким засновано в «своєму місті Велике Біле костел Різдва Славної Діви Марії» та парафію, яка в 1670 р. належала до Чорткова. Так було до Другої світової війни.
1899 році з ініціативи чортківського преора о. Мар'яна Кручека OP освячена філіальна мурована каплиця з вівтарем Матері Божої. 1929 р. культову споруду відновлено та збудовано муровану дзвіницю.
Після Другої світової війни в приміщенні святині функціонувало господарське приміщення, яке 1988 р. відремонтували.
До середини 2000-х рр. була занедбаною. 26 жовтня 2009 р. православна громада, яка отримала у власність храм, відправили в ньому перше богослужіння. Нині — під титулом святого апостола Андрія Первозванного Православної Церкви України.

## Настоятелі
- о. Станіслав.